# NHK Hall
NHK Hall (NHKホール, NHK Hōru, lit. "Salão NHK") é um salão de concerto localizado no Centro de Radiofusão da NHK, sede principal da emissora de radiodifusão pública NHK. O salão é o principal local de apresentações para a Orquestra Sinfônica NHK, mas também serviu de locação para eventos como o Japan Music Awards de 1979, e o especial anual da véspera de ano novo da NHK, Kōhaku Uta Gassen.
O NHK Hall original foi inaugurado em 1955, localizado no distrito de Uchisaiwaichō, Tóquio. Vários programas ao vivo fora transmitidos do salão, como Song Plaza e Personal Secrets. Em 1973, um novo NHK Hall foi estabilizado em Shibuya, Tóquio, no local da nova sede da NHK, o Centro de Radiofusão da NHK.
A acústica do salão foi projetada por Nagata Minoru, criador da empresa Nagata Acoustics, enquanto a TOA Corporation forneceu seus equipamentos de som.